# Triepeolus epeolurus
Triepeolus epeolurus är en biart som beskrevs av Molly G. Rightmyer 2004. Triepeolus epeolurus ingår i släktet Triepeolus och familjen långtungebin. Inga underarter finns listade i Catalogue of Life.